# Beau Beech
Beau Beech, né le 1er mars 1994 à Ponte Vedra Beach en Floride, est un joueur américain de basket-ball. Il évolue au poste d'ailier.

## Biographie

### Carrière universitaire
Il passe ses quatre années universitaires à l'université du Nord de la Floride mais ne participe pas aux matches avec les Ospreys entre 2012 et 2016.

### Carrière professionnelle
Le 23 juin 2016, lors de la draft 2016 de la NBA, automatiquement éligible, il n'est pas sélectionné.
En juillet 2016, il participe à la NBA Summer League 2016 de Las Vegas avec les Nets de Brooklyn. En cinq matches, il a des moyennes de 8,8 points, 3,8 rebonds, 0,8 passe décisive et 0,6 interception en 19 minutes par match.
Le 25 juillet 2016, il signe un contrat avec les Nets de Brooklyn pour participer au camp d'entraînement et tenter de faire partie des quinze joueurs retenus au début de la saison NBA 2016-2017.
Au mois d'août 2020, il s'engage pour une saison avec le PAOK Salonique en première division grecque.

## Clubs successifs
- 2016-2017 :  Nets de Long Island (D-League)
- 2018 0000 :  BayHawks d’Érié (D-League)
- 2018-2020 :  Hamburg Towers (ProA puis BBL)
- Depuis 2020 :  PAOK Salonique (ESAKE)

## Palmarès
- NABC All-District (3) Second Team (2016)
- 2× All-Atlantic Sun first team (2015, 2016)
- Atlantic Sun All-Freshmen Team (2015)

## Statistiques

### Universitaires
| Saison    | Équipe        | Matchs | Titul. | Min./m | % Tir | % 3pts | % LF | Rbds/m. | Pass/m. | Int/m. | Ctr/m. | Pts/m. |
| --------- | ------------- | ------ | ------ | ------ | ----- | ------ | ---- | ------- | ------- | ------ | ------ | ------ |
| 2012-2013 | North Florida | 32     | 28     | 23,8   | 41,3  | 35,3   | 51,2 | 3,81    | 1,22    | 1,09   | 0,50   | 7,91   |
| 2013-2014 | North Florida | 32     | 32     | 28,4   | 38,4  | 39,8   | 82,4 | 4,16    | 0,88    | 0,84   | 0,31   | 10,31  |
| 2014-2015 | North Florida | 35     | 35     | 30,4   | 42,5  | 38,2   | 78,3 | 5,71    | 1,43    | 1,23   | 0,29   | 12,91  |
| 2015-2016 | North Florida | 34     | 34     | 31,8   | 45,5  | 42,4   | 78,8 | 6,38    | 1,97    | 1,24   | 0,50   | 15,35  |
| Total     | Total         | 133    | 129    | 28,7   | 42,3  | 39,3   | 76,1 | 5,05    | 1,38    | 1,11   | 0,40   | 11,71  |